# لينشوبينغ
لينشوبينغ (بالسويدية: Linköping) هي مدينة في جنوب وسط السويد. يبلغ عدد السكان فيها 104,232 نسمة وهي السابعة من حيث السكان في البلاد. تتبع لينشوبينغ إدارياً لبلدية لينشوبينغ وعاصمة لمقاطعة أوسترغوتلاند.

## المناخ
يظهر الجدول التالي التغييرات المناخية على مدار السنة للينشوبينغ:
| البيانات المناخية لـلينشوبينغ          | البيانات المناخية لـلينشوبينغ | البيانات المناخية لـلينشوبينغ | البيانات المناخية لـلينشوبينغ | البيانات المناخية لـلينشوبينغ | البيانات المناخية لـلينشوبينغ | البيانات المناخية لـلينشوبينغ | البيانات المناخية لـلينشوبينغ | البيانات المناخية لـلينشوبينغ | البيانات المناخية لـلينشوبينغ | البيانات المناخية لـلينشوبينغ | البيانات المناخية لـلينشوبينغ | البيانات المناخية لـلينشوبينغ | البيانات المناخية لـلينشوبينغ |
| الشهر                                  | يناير                         | فبراير                        | مارس                          | أبريل                         | مايو                          | يونيو                         | يوليو                         | أغسطس                         | سبتمبر                        | أكتوبر                        | نوفمبر                        | ديسمبر                        | المعدل السنوي                 |
| -------------------------------------- | ----------------------------- | ----------------------------- | ----------------------------- | ----------------------------- | ----------------------------- | ----------------------------- | ----------------------------- | ----------------------------- | ----------------------------- | ----------------------------- | ----------------------------- | ----------------------------- | ----------------------------- |
| الدرجة القصوى °م (°ف)                  | 11.7 (53.1)                   | 14.3 (57.7)                   | 18.7 (65.7)                   | 26.9 (80.4)                   | 30.5 (86.9)                   | 34.5 (94.1)                   | 34.3 (93.7)                   | 34.6 (94.3)                   | 28.2 (82.8)                   | 21.6 (70.9)                   | 15.0 (59.0)                   | 12.5 (54.5)                   | 34.6 (94.3)                   |
| متوسط درجة الحرارة الكبرى °م (°ف)      | 0.5 (32.9)                    | 0.7 (33.3)                    | 5.2 (41.4)                    | 11.8 (53.2)                   | 16.4 (61.5)                   | 20.0 (68.0)                   | 22.6 (72.7)                   | 21.3 (70.3)                   | 16.9 (62.4)                   | 10.3 (50.5)                   | 5.5 (41.9)                    | 2.2 (36.0)                    | 11.1 (52.0)                   |
| المتوسط اليومي °م (°ف)                 | −2.2 (28.0)                   | −2.2 (28.0)                   | 1.0 (33.8)                    | 6.2 (43.2)                    | 10.8 (51.4)                   | 14.3 (57.7)                   | 17.3 (63.1)                   | 16.3 (61.3)                   | 12.2 (54.0)                   | 6.7 (44.1)                    | 3.0 (37.4)                    | −0.5 (31.1)                   | 6.9 (44.4)                    |
| متوسط درجة الحرارة الصغرى °م (°ف)      | −4.9 (23.2)                   | −5.1 (22.8)                   | −3.2 (26.2)                   | 0.6 (33.1)                    | 5.2 (41.4)                    | 8.7 (47.7)                    | 12.0 (53.6)                   | 11.2 (52.2)                   | 7.5 (45.5)                    | 3.1 (37.6)                    | 0.4 (32.7)                    | −3.2 (26.2)                   | 2.6 (36.7)                    |
| أدنى درجة حرارة °م (°ف)                | −32.0 (−25.6)                 | −30.4 (−22.7)                 | −27.0 (−16.6)                 | −16.0 (3.2)                   | −5.2 (22.6)                   | −1.4 (29.5)                   | 3.0 (37.4)                    | 1.2 (34.2)                    | −4.3 (24.3)                   | −11.1 (12.0)                  | −18.3 (−0.9)                  | −27.6 (−17.7)                 | −32.0 (−25.6)                 |
| الهطول مم (إنش)                        | 35.4 (1.39)                   | 23.8 (0.94)                   | 28.5 (1.12)                   | 31.0 (1.22)                   | 37.5 (1.48)                   | 44.5 (1.75)                   | 65.7 (2.59)                   | 61.1 (2.41)                   | 58.8 (2.31)                   | 44.3 (1.74)                   | 46.0 (1.81)                   | 39.3 (1.55)                   | 515.9 (20.31)                 |
| المصدر #1: SMHI                        |                               |                               |                               |                               |                               |                               |                               |                               |                               |                               |                               |                               |                               |
| المصدر #2: SMHI Monthly Data 2002–2015 |                               |                               |                               |                               |                               |                               |                               |                               |                               |                               |                               |                               |                               |

## توأمة
للينشوبينغ اتفاقيات توأمة مع:
- بالو ألتو [5]

## أعلام
- أنطون تاينرهولم
- فريدريكا إليونورا فون دوبن
- ماغنوس أندرسون
- مرسيدس ماسون
- تور أندريه
- تشارلز وينيرغرين
- توماس يوهانسون
- نيلز رام
- جوهانس ماغنوس
- لودفيغ غورانسون

## وصلات خارجية
- (بالإنجليزية)